# In principio era il trio
In principio era il trio è uno spettacolo teatrale scritto, diretto ed interpretato interamente da Anna Marchesini, Tullio Solenghi e Massimo Lopez.
La prima rappresentazione in teatro risale al 1990, ma lo spettacolo è andato in onda varie volte sulle reti Rai, dopo la prima visione su Rai Due del 9 gennaio 1993. Fu l'ultimo spettacolo che vide tutti e tre i componenti del Trio recitare assieme in teatro.

## Trama
Philippe (Tullio Solenghi) e Juliette (Anna Marchesini) non riescono ad avere un figlio e, per questo motivo, decidono di adottare un bambino. I due restano molto sorpresi quando viene affidato loro Andrej (Massimo Lopez), un "bambino" di 45 anni.
Andrej è innamorato di Juliette e ne diventa l'amante.
Quando Philippe si accorge del tradimento della moglie, sfida a duello l'amante (in realtà il duello è una vera e propria corrida, con tanto di corna per il marito tradito) e rimane ucciso.
Al funerale di Philippe sono presenti una vedova non proprio inconsolabile ed altri due personaggi (Solenghi e Lopez). I tre conversano per diversi minuti esprimendosi esclusivamente con luoghi comuni.
Segue una scena in cui i tre si trovano in una nave spaziale e parodiano il filone fantascientifico come Star Trek.
Juliette, ormai vedova, prosegue la sua storia con Andrej. Nel frattempo continuerà la sua relazione con il fantasma di Philippe, dato che può vederlo solo lei.

## Citazioni e Curiosità
- Una scena che è rimasta nella storia è l'interrogatorio alla cameriera di Philippe e Juliette, la celeberrima cameriera secca dei signori Montagnè (Marchesini), che appare come la parodia di una pessima attrice con totale mancanza di espressività vocale.
- Moltissime sono le citazioni della cultura popolare: un esempio è la scena del balcone in cui la Marchesini e Solenghi fanno il verso a Romeo e Giulietta e vengono citate in  chiave comica la canzone Vattene Amore, il programma l'Almanacco del giorno dopo e il fenomeno dello zapping televisivo.
- Un'altra esilarante scena è la radiocronaca degli atti d'amore di Philippe e Juliette, commentati da un cronista (Lopez) come se fossero una partita di tennis.